# ارکستراسیون (رایانش)
ارکستراسیون یا توزیع ارکسترال به عملیات خودکارسازی پیکربندی، هماهنگی و مدیریت سامانه‌های رایانه‌ای و نرم‌افزاری گفته می‌شود.

## کاربرد
ارکستراسیون معمولاً در زمینه‌های معماری سرویس‌گرا، مجازی‌سازی، زیرساخت همگرا، مرکز دادهٔ پویا و تمهیدات (Provisioning) (مخابرات) مورد بحث قرار می‌گیرد.